# انگاوندره
انگاوندره (به لاتین: Ngaoundéré) یک شهر در کامرون است که در منطقه آداماوا واقع شده‌است. انگاوندره ۱۵۲٬۶۹۸ نفر جمعیت دارد و ۱٬۲۱۲ متر بالاتر از سطح دریا واقع شده‌است.